# Barbara Szymanowska
Barbara Magda Szymanowska – polska urzędniczka i dyplomatka; ambasador w Socjalistycznej Republice Wietnamu (2014–2018) oraz Indonezji (od 2025). 

## Życiorys
Absolwentka Wydziału Prawa i Administracji Uniwersytetu Warszawskiego, ukończyła również Podyplomowe Studia Europejskie na Uniwersytecie Sussex w Wielkiej Brytanii oraz Podyplomowe Studia Menedżerskie na Wydziale Zarządzania Uniwersytetu Warszawskiego. Zna biegle język angielski i rosyjski. 
W latach 2000–2004 pracowała w Urzędzie Komitetu Integracji Europejskiej. W 2003 uzyskała mianowanie na urzędnika służby cywilnej. W MSZ zatrudniona od 2004. W latach 2005–2009 radca ministra, a następnie zastępca dyrektora w Departamencie Współpracy Rozwojowej. W latach 2009–2010 I radca w Ambasadzie RP w Kabulu i jednocześnie doradca Dowódcy Polskich Sił Zadaniowych w Afganistanie. W afgańskiej prowincji Ghazni współpracowała z Polskim Kontyngentem Wojskowym oraz Zespołem Odbudowy Prowincji (PRT). W latach 2010–2012 dyrektor Departamentu Wdrażania Programów Rozwojowych MSZ. W latach 2012–2014 dyrektor Departamentu Współpracy Rozwojowej w Ministerstwa Spraw Zagranicznych. Od 19 maja 2014 do 30 czerwca 2018 ambasadorka RP w Wietnamie. Od 10 września 2021 do stycznia 2024 dyrektorka Departamentu Azji i Pacyfiku. Od stycznia 2024 dyrektorka Departamentu Współpracy Rozwojowej MSZ. 17 marca 2025 objęła kierownictwo Ambasady RP w Dżakarcie jako chargé d’affaires a.i., zaś od kwietnia 2025 jako ambasador, akredytowana także w Timorze Wschodnim i przy ASEAN.

## Odznaczenia
- 2011 – Krzyż Kawalerski Orderu Odrodzenia Polski „za zasługi w służbie zagranicznej, za osiągnięcia w podejmowanej z pożytkiem dla kraju pracy zawodowej i działalności dyplomatycznej”[1]
- 2020 – Order Przyjaźni, Wietnam[11]